# ناو کارلسروهه
ناو کارلسروهه (به انگلیسی: German cruiser Karlsruhe) یک ناو سبک از کلاس کانگیسبرگ به طول ۱۷۴ متر (۵۷۱ فوت) بود. این ناو در سال ۱۹۲۶ ساخته شد و از ۱۹۲۹ تا ۱۹۳۸ و سپس از ۱۹۳۹ تا ۱۳۴۰ فعال بود.